# Pardosa strix
Pardosa strix är en spindelart som först beskrevs av Holmberg 1876.  Pardosa strix ingår i släktet Pardosa och familjen vargspindlar. Inga underarter finns listade i Catalogue of Life.